# Liste der Kulturgüter in Schänis
Die Liste der Kulturgüter in Schänis enthält alle Objekte in der Gemeinde Schänis im Kanton St. Gallen, die gemäss der Haager Konvention zum Schutz von Kulturgut bei bewaffneten Konflikten, dem Bundesgesetz vom 20. Juni 2014 über den Schutz der Kulturgüter bei bewaffneten Konflikten sowie der Verordnung vom 29. Oktober 2014 über den Schutz der Kulturgüter bei bewaffneten Konflikten unter Schutz stehen.
Objekte der Kategorien A und B sind vollständig in der Liste enthalten, Objekte der Kategorie C fehlen zurzeit (Stand: 1. Januar 2023).

## Kulturgüter
| Foto | | Objekt                                                                                | Kat. | Typ | Standort                                    | Beschreibung |
| ---- | --- | ------------------------------------------------------------------------------------- | ---- | --- | ------------------------------------------- | ------------ |
| ja   | Datei hochladen · Wikidata zu Biberlichopf (römischer Wachtturm) (Q104907581)                            | Biberlichopf, römischer Wachtturm KGS-Nr.: 08277                                      | A    | F   | 723720 / 221480                             |              |
| ja   | Datei hochladen · Wikidata zu Gallusturm (Q1492625)                                                      | Gallusturm KGS-Nr.: 08278                                                             | A    | G   | Gallusgasse 5.2 721935 / 224604             |              |
| ja   | Datei hochladen · Wikidata zu Ehemaliges Damenstift zum Heiligen Kreuz (Q1776010)                        | Ehemaliges Damenstift zum Heiligen Kreuz KGS-Nr.: 08282                               | A    | G   | Rathausplatz 1 721828 / 224469              |              |
| ja   | Datei hochladen · Wikidata zu Mittelalterliche Burgruine Niederwindegg (Q1013327)                        | Niederwindegg, mittelalterliche Burgruine KGS-Nr.: 08280                              | B    | F   | 722461 / 222689                             |              |
| BW   | Datei hochladen · Wikidata zu Gasterholz, eisenzeitliche Höhensiedlung (Q29786794)                       | Gasterholz, eisenzeitliche Höhensiedlung KGS-Nr.: 08281                               | B    | F   | 721550 / 228600                             |              |
| ja   | Datei hochladen · Wikidata zu Kapelle St. Sebastian in den Eichen (Q29786796)                            | Kapelle St. Sebastian in den Eichen KGS-Nr.: 14057                                    | B    | G   | St. Sebastian 137.1 721904 / 223444         |              |
| ja   | Datei hochladen · Wikidata zu Katholische Kirche St. Johannes Nepomuk (Q29786799)                        | Katholische Kirche St. Johannes Nepomuk KGS-Nr.: 14058                                | B    | G   | Maseltrangen, Dörfli 1004.2 722234 / 227844 |              |
| BW   | Datei hochladen · Wikidata zu Mittelalterlicher Gallusturm und ehemalige Kapelle St. Gallus (Q135771915) | Schänis, mittelalterlicher Gallusturm und ehemalige Kapelle St. Gallus KGS-Nr.: 16344 | B    | F   | Gallusgasse 721933 / 224605                 |              |